# 's-Heer Hendrikskinderen

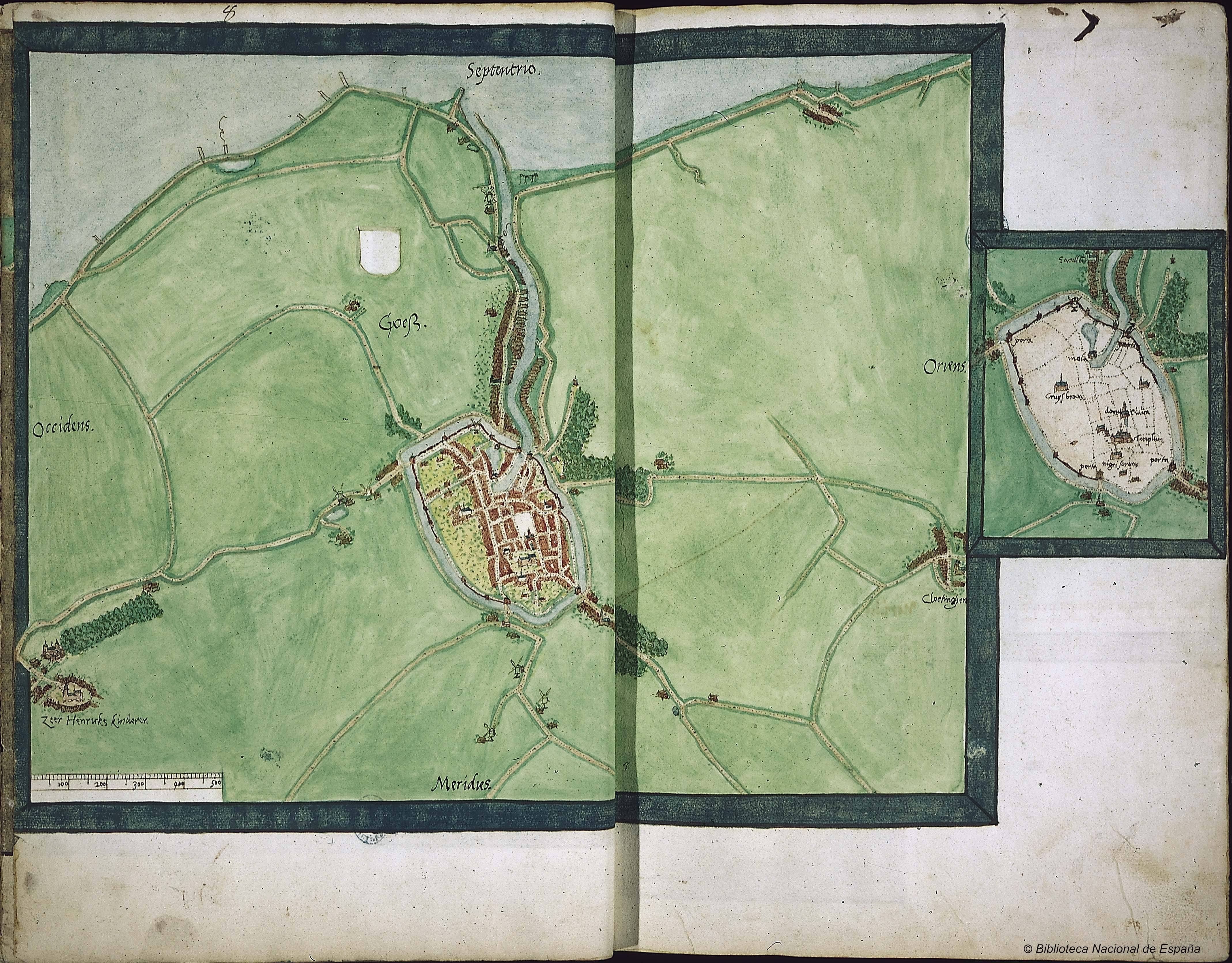
Op deze 16e-eeuwse kaart van Goes staat "Zeer Henriks kinderen" helemaal links onderaan.

's-Heer Hendrikskinderen (Zeeuws: Sreinskinders) is een dorp in de gemeente Goes, in de Nederlandse provincie Zeeland. Het dorp heeft 1.155 inwoners (2023).
Het dorp ligt op een uitloper van een kreekrug, waarop ook Goes ontstaan is. De kerktoren van de hervormde Nicolaaskerk, bijgenaamd de Peperbus, dateert uit de 15e eeuw. Het kerkgebouw is gebouwd in 1807, nadat de oude kerk wegens bouwvalligheid was afgebroken. In 1870 werd de consistorie in gebruik genomen. Sinds de jaren 80 zijn er dankzij de gunstige ligging ten opzichte van Goes aan de buitenkant van het dorp veel huizen gebouwd. Een voorbeeld hiervan is de nieuwbouwwijk aan de oostkant van 's-Heer Hendrikskinderen. In 2012 zijn hier 30 nieuwbouwwoningen verrezen.

## Geschiedenis
's-Heer Hendrikskinderen ontstond in de middeleeuwen als ringdorp rond een kerk. Het wordt voor het eerst vermeld in 1267 als Ecclesiam Henrici, "kerk van heer Hendrik". De naam verwijst naar Hendrik van Schenge, die rond 1200 ambachtsheer was van dit gebied. In 1198, toen Dirk VII van Holland een gift deed aan de Abdij van Middelburg, hadden de broers Arend en Hendrik van Schenge (Arnoldus et Henricus de Scinge) opgetreden als getuigen. Het lijkt er op dat zij hierna elk een kerk gesticht hebben die naar hen is vernoemd: Ecclesia Arnoldi and Ecclesiam Henrici, nu de dorpen 's-Heer Arendskerke en 's-Heer Hendrikskinderen. 
Het kasteel 's-Heer Hendriksburg werd eind 13e eeuw gebouwd door de familie Van Schenge en lag nabij het dorp. In de 18e eeuw werd het gebruikt als herberg, en het werd afgebroken in 1803.
Tot 1857 was 's-Heer Hendrikskinderen een aparte gemeente, op 2 oktober van dat jaar ging deze op in de gemeente 's-Heer Arendskerke.
- De sectie Geschiedenis of een eerdere versie ervan is een (gedeeltelijke) vertaling van het artikel 's-Heer Hendrikskinderen op de Engelstalige Wikipedia, dat onder de licentie Creative Commons Naamsvermelding/Gelijk delen valt. Zie de bewerkingsgeschiedenis aldaar.

## Muurschilderingen
Op de dorpsschool (kindcentrum) Poeljeugd zijn muurschilderingen gemaakt door Nina Valkhoff te zien.

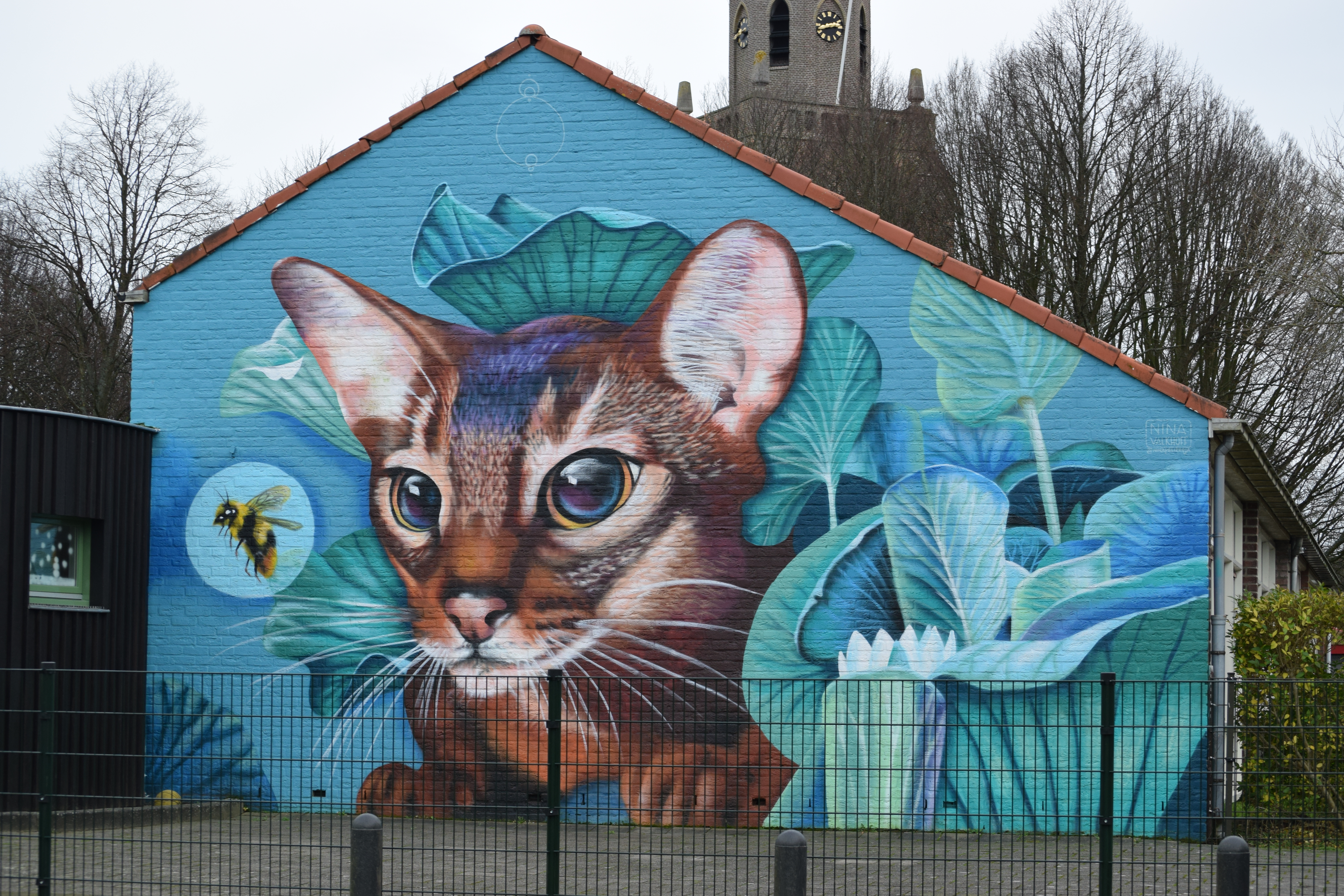
Kat
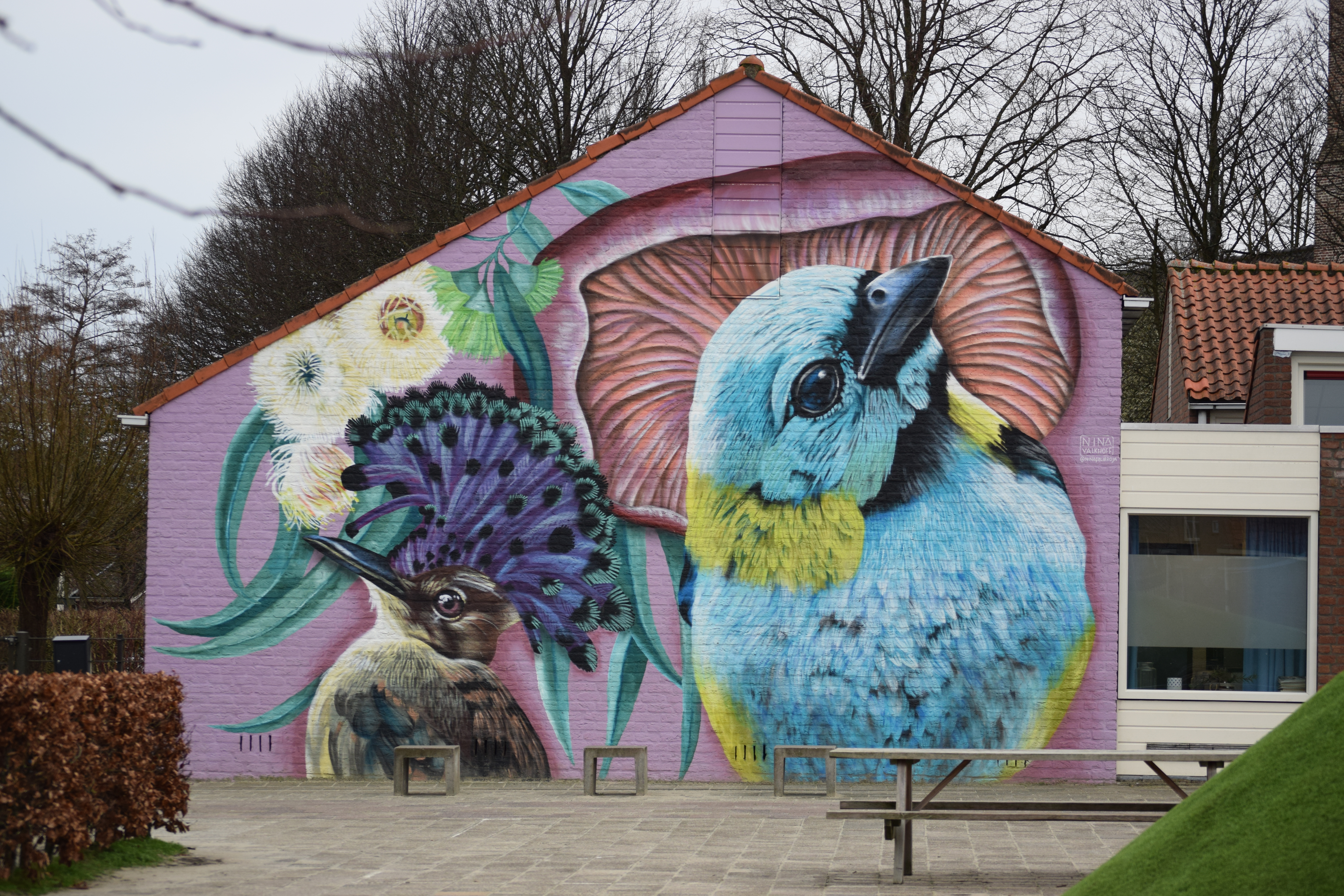
Vogels
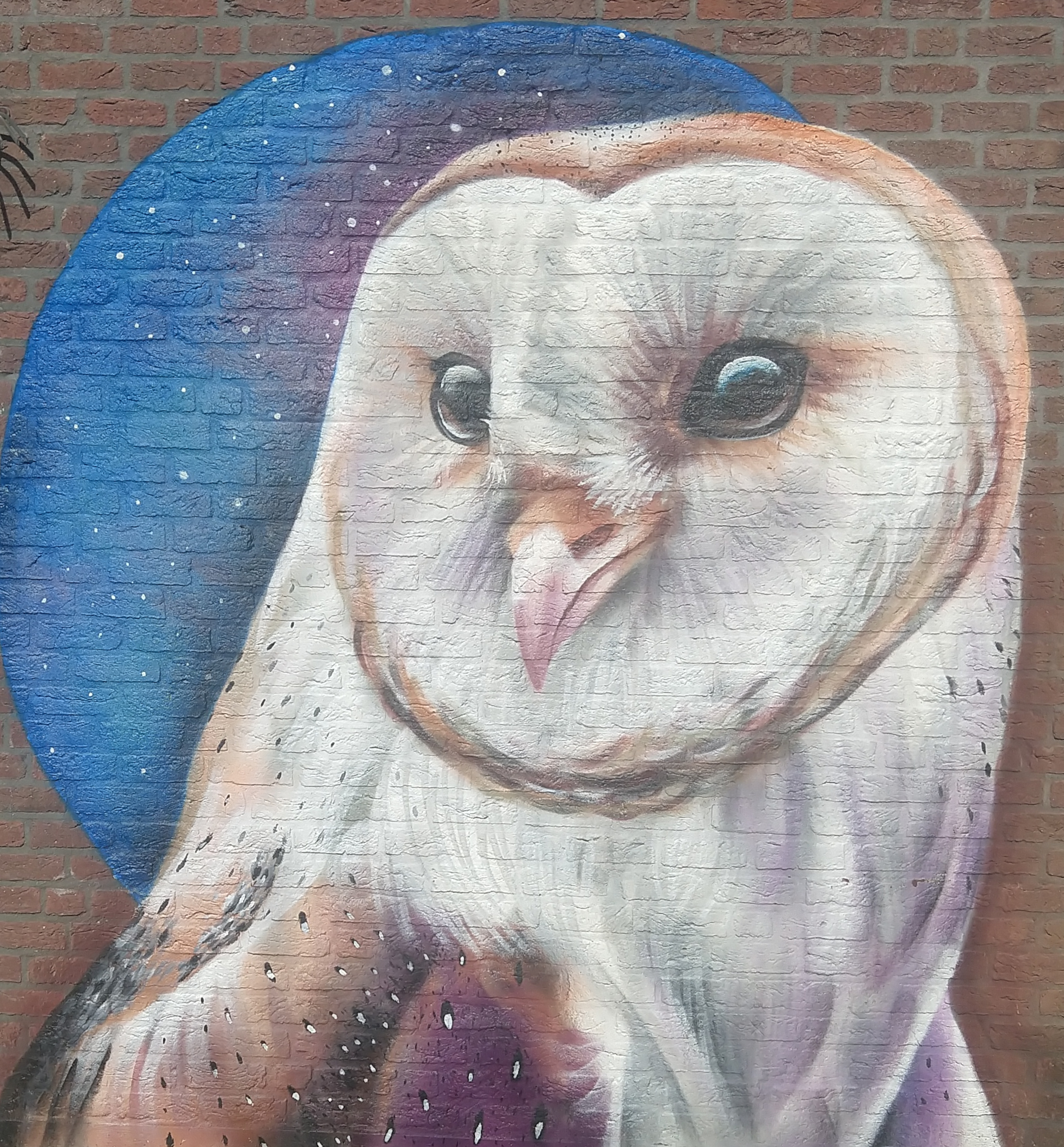
Uil

## Geboren in 's-Heer Hendrikskinderen
- Willem Lodewijk Harthoorn (13 februari 1913), verzetsman.
- Anjolie Wisse (17 september 1976), atlete.